# Nucli antic de Sant Quirze de Besora
El nucli antic de Sant Quirze de Besora és el centre històric de Sant Quirze de Besora (Osona), un conjunt arquitectònic inclòs a l'Inventari del Patrimoni Arquitectònic de Catalunya.

## Descripció
Encara que el poble s'ha format a banda i banda del Ter, el nucli més antic és a l'esquerra del riu, que va originar-se entorn de l'església parroquial que ja existia l'any 875. L'actual fou bastida vers el 1771, dins el corrent barroc i neoclassicista, amb poca personalitat. Té una gran nau, capelles i corredors laterals.

## Història
El nucli antic està situat al marge esquerre del Ter 'anomenat popularment com 'el poble'; a l'altre marge s'estén la part nova anomenada popularment com 'l'altra banda', unides pel pont de l'1 d'Octubre de 2017.